# Брезница (Хорватия)
Брезница (хорв. Breznica) — община с центром в одноимённом посёлке на севере Хорватии, в Вараждинской жупании. Население 891 человек в самом посёлке и 2 304 человека во всей общине (2001), в которую кроме Брезницы входит ещё 9 деревень. Подавляющее большинство населения — хорваты (99,4 %).
Брезница находится в 8 км к югу от Нови-Марофа в холмистой местности. В двух километрах к востоку от посёлка проходит автобан A4.